# Помпея (сестра на Помпей)
Вижте пояснителната страница за други личности с името Помпея.
Помпея (на латински: Pompeia) е римлянка от края на 2 и началото на 1 век пр.н.е.
Дъщеря е на генерал Гней Помпей Страбон (консул 89 пр.н.е.) и сестра на Помпей Велики. Племеничка е на Помпея, която е сестра на баща ѝ. Леля е по бащина линия на децата на брат ѝ Гней Помпей (младши), Секст Помпей и Помпея Магна.
Омъжва се за римския политик Гай Мемий, който e пропретор в Сицилия, квестор в Испания през 76 пр.н.е. по време на войната против Квинт Серторий, служи при нейния брат и е убит в Сагунтум през 75 пр.н.е. Двамата нямат деца.